# Испиралица
Испиралица (позната и као „Вулфова боца“) - је лабораторијска боца коју је изумео ирски хемичар Питер Вулф, 1766. или 1767. године. У својој најједноставнијој верзији то је боца затворена чепом кроз који пролазе две цеви, једна ближе дну посуде, друга мало испод чепа. Овај део лабораторијског прибора служи за испирање гасова од нечистоћа. Боца се користи тако што се до половине напуни водом (или неком другом течношћу) која служи за апсорбовање нечистоћа из гаса. Убризгавање ваздуха (или другог гаса који се жели очистити) се врши кроз дужу цев (ово ствара мехуриће у течности), а пречишћен гас излази кроз краћу цев.
Испиралица се такође може користити за контролу протока гаса: број мехурића по јединици времена може бити прилично тачна мера протока (у зависности од пречника цеви и у мањој мери о томе који гас и течности се користе). 
Испиралице се производе у верзији са два или три врата, као и са чесмом на дну цилиндра.